# Pamětní kámen v Podolí
Pamětní kámen stojí v obci Podolí v okrese Brno-venkov. Je kulturní památkou ČR.

## Historie
Do roku 2020 kámen byl opřen o zídku v ulici Zámecká před domem čp. 360 a částečně zapuštěn v zemi.
Kámen byl restaurován v roce 2020 a usazen na původní místo ve vzpřímené poloze.

## Popis
V žulovém kameni zahloubením polí pod rovinu vznikl latinský kříž. Rozměry pamětního kamene jsou 0,83 × 0,90 × 0,18 m.

## Pověst
Kámen měl být údajně převezen ke studni v obci z místa, kde původně označoval hromadný hrob vojínů z roku 1805. Na novém místě bylo v noci slyšet kvílení a pláč, a tak na žádost hlásného byl přemístěn o několik metrů dál.